# Jürgen Stolzenberg
Jürgen Stolzenberg (* 1948) ist ein deutscher Philosoph und Hochschullehrer.

## Werdegang
Stolzenberg studierte Musikwissenschaft, Philosophie und Germanistik an den Universitäten Köln, Stuttgart und Heidelberg, wo er 1982 mit einer Dissertation über den Begriff der intellektuellen Anschauung bei Fichte promovierte. Die Habilitation erfolgte 1993 in Göttingen, Thema der Arbeit war diesmal ein Vergleich der Philosophie des Neukantianismus mit der des frühen Martin Heidegger. Nach einer Gastdozentur in Prag sowie einer Lehrstuhlvertretung in Tübingen war Stolzenberg von 1998 bis zur Emeritierung 2013 Professor für Geschichte der Philosophie an der Martin-Luther-Universität Halle-Wittenberg. Seine Forschungsschwerpunkte sind die Philosophie der Aufklärung und des Deutschen Idealismus, Probleme der Metaphysik sowie die philosophischen Grundlagen der Musik. Er ist Mitherausgeber des Briefwechsels zwischen Christian Wolff und Ernst Christoph von Manteuffel sowie des Kant-Lexikons.
Seit 2009 ist er korrespondierendes Mitglied der Niedersächsischen Akademie der Wissenschaften zu Göttingen.

## Publikationen (Auswahl)

### Monographien
- Fichtes Begriff der intellektuellen Anschauung. Die Entwicklung in den Wissenschaftslehren von 1793/94 bis 1801/2 (= Deutscher Idealismus. 10). Klett-Cotta, Stuttgart 1986, ISBN 3-608-91232-0.
- Ursprung und System. Probleme der Begründung systematischer Philosophie im Werk Hermann Cohens, Paul Natorps und beim frühen Martin Heidegger (= Neue Studien zur Philosophie. 9). Vandenhoeck & Ruprecht, Göttingen 1995, ISBN 3-525-30509-5.
- Seine Ichheit auch in der Musik heraustreiben. Formen expressiver Subjektivität in der Musik der Moderne (= Schriftenreihe Themen der Carl Friedrich von Siemens Stiftung. 94). München 2011, ISBN 978-3-938593-17-2.

### Aufsätze
- Fichtes Willenslehre. In: Hans Georg von Manz: Fichtes praktische Philosophie. Eine systematische Einführung. Olms, Hildesheim 2006, ISBN 3-487-13084-X, S. 93–110.
- Zeit und Selbst. Zum Problem der Zeiterfahrung bei Aristoteles, Augustinus, Husserl und Heidegger. In: Katja Crone: Über die Seele. Suhrkamp, Berlin 2010, ISBN 978-3-518-29516-8, S. 275–301.
- Ich lebe in einer neuen Welt. Zum Verhältnis Fichte – Kant. In: Rudolf Langthaler: Kant und die Folgen. Die Herausforderung in Ästhetik, Ethik und Religionsphilosophie, new academic press, Wien 2017, ISBN 978-3-7003-1990-0, S. 119–139.
- Der Streit um das Absolute. Fichte versus Schelling. In: Hartmut Traub: Fichte im Streit. Festschrift für Wolfgang Janke. Königshausen & Neumann, Würzburg 2018, ISBN 978-3-8260-6602-3, S. 175–184.
- Das Ich, das viel zu denken Anlass gibt. In: Deutsche Zeitschrift für Philosophie. Band 68, 2020, S. 768–792.
- Zur Idee des musikalischen Subjekts. In: Wolfgang Fuhrmann: Perspektiven der Musikphilosophie. Suhrkamp, Berlin 1921, ISBN 978-3-518-29961-6, S. 311–333.

### Als Herausgeber
- Subjekt und Metaphysik. Konrad Kramer zu Ehren, aus Anlass seines 65. Geburtstages. Vandenhoeck & Ruprecht, Göttingen 2001, ISBN 3-525-30134-0.
- Kant und der Frühidealismus. Meiner, Hamburg 2007, ISBN 978-3-7873-1794-3.
- mit Karl Ameriks und Fred Rush: Internationales Jahrbuch des Deutschen Idealismus. De Gruyter, Berlin 2007–2014.
- Der Briefwechsel zwischen Christian Wolff und Ernst Christoph von Manteuffel 1738 bis 1748. Transkriptionen aus dem Handschriftenbestand der Universitätsbibliothek Leipzig (Signaturen MS 0345, MS 0346, MS 0347). Erster Teil: Briefe Nr. 1 bis 150 (11. Mai 1738 bis 30. Dezember 1743); Zweiter Teil: Briefe Nr. 151 bis 314 (5. Januar 1744 bis 24. März 1747); Dritter Teil: Briefe Nr. 315 bis 488 (26. März 1747 bis 5. November 1748). hrsg. von Katharina Middell, Hanns-Peter Neumann und Jürgen Stolzenberg, Preprint Stand Februar 2013, im Internet abrufbar unter: https://nbn-resolving.de/urn:nbn:de:bsz:14-qucosa-106475
- mit Marcus Willaschek u. a.: Kant-Lexikon. De Gruyter, Berlin 2015, ISBN 978-3-11-017259-1.
- mit Violetta L. Waibel und Christian Danz: Systembegriffe um 1800–1809. Systeme in Bewegung. Meiner, Hamburg 2018, ISBN 978-3-7873-3539-8.
- mit Violetta L. Waibel und Christian Danz: Systemkonzeptionen im Kontext des Theismusstreits (1811–1821). Meiner, Hamburg 2018, ISBN 978-3-7873-3541-1.